# New Model Army
A New Model Army egy angol rockzenekar, amelyet 1980-ban a nyugat-yorkshire-i Bradfordban alapított Justin Sullivan énekes, gitáros és fő zeneszerző, Stuart Morrow basszusgitáros és Phil Tompkins dobos. Sullivan az egyetlen folyamatos tagja a zenekarnak, amely négy évtizedes története során számos felállásváltozást élt meg. Zenéjük a punk és a folk zenétől kezdve a soulon és a metalon át a klasszikus zenéig az egész zenei spektrumon átívelő hatásokból merít. Sullivan dalszövegei, amelyek a közvetlen politikai, spirituális és személyes témáktól kezdve a spirituálisig terjednek, mindig is a zenekar vonzerejének kulcsfontosságú részét képezték. Mire 1983-ban elkezdték első lemezeik elkészítését, Robert Heaton, a Hawkwind egykori dobtechnikusa váltotta Tompkinst.
Bár a zenekar gyökerei a punk rockban gyökereznek, mindig is nehéz volt kategorizálni őket. Amikor 1999-ben erről kérdezték, Sullivan így nyilatkozott: "Megcímkéztek minket punknak, poszt-punknak, gótnak, metálnak, folknak - mindenfélének, de mi mindig is túl voltunk ezeken a stílushatárokon." A személyzet nagymértékű cserélődése után, mind állandó, mind turnézó tagként, 2017 augusztusától a New Model Army tagjai Sullivan, Dean White (billentyűs hangszerek és gitár), Michael Dean (dobok), Marshall Gill (gitár) és Ceri Monger (basszusgitár).

## Történet

### Megalakulás és a Vengeance (1980-1984)
A zenekar 1980 őszén alakult a nyugat-yorkshire-i Bradfordban, nevét az angol polgárháború alatt a parlament által létrehozott hadseregről kapta, és októberben adták első koncertjüket Bradfordban, ahol a punk rock és az északi soul iránti közös szeretetükre épülő dalokat játszottak.
Az 1980-as évek közepéig Sullivan a "Slade the Leveller" alteregót használta (a Levellers egy radikális politikai mozgalom az 1640-es években), állítólag azért, hogy ne veszítse el a munkanélküli segélyét, ha a hatóságok rájönnek, hogy zenével keres pénzt. Továbbra is koncerteztek az Egyesült Királyságban, kevés elismeréssel. 1983-ban megjelentették első kislemezeiket, a "Bittersweet"-et és a "Great Expectations"-t az Abstract Recordsnál, és a Radio 1 műsorvezetője, John Peel adásba adta őket.
1984 februárjában meghívást kaptak a népszerű zenei műsorba, a The Tube-ba, ahol a műsorvezető Muriel Gray úgy mutatta be őket, mint "a rock and roll legcsúnyább bandája."A műsor producerei azonban aggódtak a "Vengeance" szövege miatt, amit a zenekarnak kellett volna előadnia ("I believe in justice / I believe in vengeance / I believe in getting the bastards"), ezért a zenekar a "Christian Militia"-t játszotta.
Ezt az előadást követően a zenekar első minialbuma, a Vengeance 1984 elején az Egyesült Királyság független listájának első helyére került, kiszorítva a The Smiths-t erről a pozícióról. Miután egy további kislemez, a "The Price" szintén magas helyezést ért el a független listákon, a zenekart leszerződtette a nagy kiadó, az EMI.

### A Major lemezkiadó évei (1985-1993)
A zenekar ezután nyolc év alatt négy stúdióalbumot (plusz egy élő albumot) készített az EMI-nek és egy stúdióalbumot az Epicnek. 1985-ben a No Rest for the Wicked és a hozzá kapcsolódó "No Rest" című kislemez egyaránt a top 30-ba került az Egyesült Királyságban, ez utóbbi némi vitához vezetett, amikor a zenekar a Top of the Pops egyik fellépése során "Only Stupid Bastards Use Heroin" feliratú pólókat viselt. A "No Rest" turné alatt Morrow elhagyta a zenekart, és némi késlekedés után a 17 éves Jason "Moose" Harris váltotta fel. A zenekartól azonban megtagadták a munkavállalási engedélyt az Egyesült Államokba való beutazáshoz, mivel az amerikai bevándorlási hivatal szerint a zenekar munkássága "nem művészi értékű".
1986 decemberében a zenekar végül engedélyt kapott arra, hogy turnézhasson az Egyesült Államokban. Ekkorra már megjelent a The Ghost of Cain, amelynek producere Glyn Johns volt, és a The Times 1986-ban az év legjobb albumának nevezte David Sinclair, aki szerint "ez volt a legjobb dolog, ami az angol rockzenével történt az első Clash-album óta". A koncertek között szerepelt a Reading Festival és egy koncert David Bowie-val a berlini Reichstag előtt, és a zenekar először bővítette turnéfelállását egy második gitárossal Ricky Warwick személyében, valamint a Nine Below Zero szájharmonikásával, Mark Felthammel.
A Thunder and Consolation 1989 februárjában jelent meg, és a zenekar egy folk-rockosabb hangzás felé mozdult el, különösen a számokon, amelyeken Ed Alleyne-Johnson hegedűművész is közreműködött A zenekar "mérföldkőnek" nevezett album a brit slágerlistákon a 20. helyig jutott, a "Stupid Questions" és a "Vagabonds" című kislemezek pedig Amerikában is nagy hatást tettek, és a zenekar ott is turnézni tudott az albummal, ahol Alleyne-Johnson további gitárt és billentyűs hangszereket is biztosított. Az év végén azonban Harris elhagyta a zenekart, helyére Peter "Nelson" Nice érkezett, aki több mint 20 évig játszott a zenekarral. 1990-ben az Impurity című album folytatta a folk-központú témát, melyen Alleyne-Johnson továbbra is főszerepet játszott, és Adrian Portas csatlakozott a zenekarhoz gitáron.
A következő album zenei irányváltást jelentett; ahogy Sullivan később mondta: "ahogy ez a folk-cum-rave-cum-crusty-cum-new-age dolog kitört és nagyot szólt a kilencvenes évek elején, mi - huss - megcsináltuk - és mentünk és csináltunk egy nagyon dühös hard rock albumot". A The Love of Hopeless Causes, a New Model Army egyetlen kiadványa az Epic Recordsnál 1993-ban jelent meg, és a "Here Comes the War" című kislemezzel indult, amely vitát váltott ki, amikor egy nukleáris eszköz építésének útmutatóját tartalmazó csomagban érkezett.

### Szünet (1994-2000)
A zenekar korábban úgy döntött, hogy egy év szünetet tart, hogy személyes és egyéb zenei kérdésekre koncentrálhasson, és 1994 végén újra összeállt, Dean White billentyűs és gitáros közreműködésével, Alleyne-Johnson helyett. 1994-ben világossá vált, hogy Sullivan és Heaton között nem volt minden rendben; Sullivan később így nyilatkozott: "Megírtuk a Thunder and Consolationt, és zseniális volt, de nagyon röviddel ezután elkezdtünk összeveszni, ami az album készítése alatt folytatódott. Az ő élete egy irányba ment, az enyém pedig egy másikba." Megállapodtak, hogy a készülő album és a turné után külön utakon folytatják. 1998 májusában jelent meg a Strange Brotherhood, vegyes kritikákat kapva, de aztán Heatonnál agydaganatot diagnosztizáltak. Azt javasolta, hogy dobtechnikusa, Michael Dean helyettesítse őt a turnén. Ekkorra a zenekar már megalapította saját független kiadóját, az Attack Attack-ot, és a korábbi turnémenedzser, Tommy Tee visszatért a zenekar menedzselésére. 1999-ben egy "...& Nobody Else" című élő album következett, majd 2000-ben a nyolcadik stúdióalbum, az Eight.

### Robert Heaton halála, Today is a Good Day, Carnival (2001-2009)
Az Eight turnéja után a zenekar ismét szünetet tartott, leginkább azért, hogy Sullivan a Navigating by the Stars című szólóalbumára koncentrálhasson, amely végül is2003-ban jelent meg, és Sullivan, Dean és White turnéztak vele. 2004. november 4-én, amikor a zenekar összeállt, hogy felvegye a kilencedik albumot, Robert Heaton hasnyálmirigyrákban meghalt 2004. november 4-én. A Carnival végül 2005 szeptemberében jelent meg, és tartalmazza Sullivan reakcióját Heaton halálára, a "Fireworks Night"-t. Dave Blomberg nem tudott részt venni az album turnéján, és helyére a jelenlegi gitáros, Marshall Gill került.
A zenekar tizedik stúdióalbuma, a High viszonylag gyorsan elkészült, és 2007 augusztusában jelent meg. A turné kisebb visszaesést szenvedett, amikor az Egyesült Államok Állampolgársági és Bevándorlási Szolgálata ismét megtagadta a zenekar vízumát; ezúttal a problémát viszonylag gyorsan megoldották és a dátumokat 2008 elejére ütemezték át. Nem sokkal később a zenekart ismét megrázta, hogy a menedzser Tommy Tee váratlanul meghalt 46 éves korában. 2009-re azonban a zenekar ismét stúdióba vonult. A Today Is a Good Day egy sokkal kompromisszummentesebb album volt, a címadó dal és és egy pár másikközvetlenül a 2008-as gazdasági válságra utaltak. Az albumot népszerűsítő turné végéhez közeledve közeledett a 30 év a zenekar indulása óta.

### A 30. évfordulótól napjainkig (2010-től napjainkig)
2010 vége felé a zenekar 30. évfordulóját különleges koncertekkel ünnepelték négy kontinensen minden hétvégén szeptembertől december elejéig; a legtöbb városban a koncertek két estén át tartottak, teljesen különböző szettekkel, a zenekar azt ígérte, hogy legalább négy dalt játszanak mind a tizenegy stúdióalbumukról, valamint a Lost Songs and B-Sides and Abandoned Tracks, és Rarities and B-sides válogatáslemezekről.  A londoni Kentish Town Forumban tartott utolsó koncerteket egy dupla CD és DVD kiadványon gyűjtötték össze, amely tartalmazza mind az 58 dalt, amelyet december 3-án és 4-én este játszottak.
Miután a zenekar a következő évben lejátszotta hagyományos karácsonyi koncertjeit, megjelent a hír, hogy Nelson személyes okokból úgy döntött, hogy elhagyja a zenekart, ami már jóval korábban eldőlt. Néhány nappal később, karácsony este tűzvész pusztította el a zenekar bradfordi stúdióját és próbatermét. Számos gitár és egyéb hangszer veszett oda a felvételi felszereléssel és emléktárgyakkal együtt. A stúdió azonban három hónapon belül újra működött, és számos meghallgatás után Ceri Mongert jelentették be a zenekar új basszusgitárosának és multiinstrumentalistájának.
2013-ban jelent meg a zenekar tizenkettedik stúdióalbuma, a Joe Barresi által kevert Between Dog and Wolf, amely a zenekar legsikeresebb lemeze lett a 20 évvel korábbi The Love of Hopeless Causes óta. 2013-ban az album jelentős elmozdulást mutatott a zenekar hagyományos hangzásától beleértve a "törzsi" ritmusokat, bár Sullivan azt állította, hogy ezek csupán a dobok használatának különböző módjai - "Nagyon szeretjük a komplex tom-tom ritmusokat, nagyon szeretjük azt a döngölő (ütemet)".  Egy évvel később megjelent a Between Wine and Blood, amely hat korábban kiadatlan stúdiószámot tartalmaz a Between Dog and Wolf sessionökről, valamint tizenegy élő számot arról az albumról. 2014 októberében a londoni Raindance Filmfesztiválon és a montreali Festival du nouveau cinéma fesztiválon bemutatták a zenekar karrierjéről szóló dokumentumjátékfilmet, a Between Dog and Wolf: The New Model Army Story-t, amelyet Matt Reid rendező készített. A zenekarról 2014 októberében a londoni Raindance Filmfesztiválon és a montreali Festival du nouveau cinéma fesztiválon mutattak be dokumentumfilmet. 2016. augusztus 26-án jelent meg a zenekar 14. stúdióalbuma, a Winter. A Wintert a The Big Takeover a 2016-os év #1 albumának nevezte. 2019. augusztus 23-án jelent meg a zenekar 15. stúdióalbuma, a From Here.
A Wintert a The Big Takeover a 2016-os év #1 albumának nevezte. 2019. augusztus 23-án jelent meg a zenekar 15. stúdióalbuma, a From Here.

## Diszkográfia/Stúdióalbumok
- Vengeance (1984)
- No Rest for the Wicked (1985)
- The Ghost of Cain (1986)
- Thunder and Consolation (1989)
- Impurity (1990)
- The Love of Hopeless Causes (1993)
- Strange Brotherhood (1998)
- Eight (2000)
- Carnival (2005)
- High (2007)
- Today is a Good Day (2009)
- Between Dog and Wolf (2013)
- Between Wine and Blood (2014)
- Winter (2016)
- From Here (2019)
- Unbroken (2024)

## Fordítás
Ez a szócikk részben vagy egészben  a   New Model Army (band) című angol Wikipédia-szócikk fordításán alapul.  Az eredeti cikk szerkesztőit annak laptörténete sorolja fel. Ez a jelzés csupán a megfogalmazás eredetét és a szerzői jogokat jelzi, nem szolgál a cikkben szereplő információk forrásmegjelöléseként.